# Chileanoscopus hichinsi
Chileanoscopus hichinsi är en insektsart som beskrevs av Heller 1969. Chileanoscopus hichinsi ingår i släktet Chileanoscopus och familjen dvärgstritar. Inga underarter finns listade i Catalogue of Life.